# Adolf Erhart
Adolf Erhart (ur. 31 maja 1926 w Náměšti nad Oslavou, zm. 11 sierpnia 2003 w Brnie) – czeski językoznawca, indoeuropeista.

## Życiorys
W latach 1945–1949 studiował germanistykę, filologię klasyczną i indoeuropeistykę na Wydziale Filozoficznym Uniwersytetu Masaryka (MU) w Brnie. W 1959 r. uzyskał tytuł PhDr., od 1960 r. kandydat nauk. W 1964 r. uzyskał habilitację, a w 1972 r. otrzymał stopień doktora nauk. W 1988 r. został mianowany profesorem.
W swojej działalności naukowej koncentrował się na językach indoeuropejskich. Zajmował się konsonantyzmem oraz genezą fleksji imiennej i czasownikowej. Przykładał wagę do języków indoirańskich (wydał pierwszą gramatykę sanskrytu w języku czeskim), bałtyckich (był czołowym specjalistą w zakresie języka litewskiego) i słowiańskich.
Autor kilku wstępów do językoznawstwa, w tym monografii poświęconych etymologii i fonologii.

## Wybrana twórczość
- Litevština, 1958
- Základy obecné jazykovědy, 1965
- Sanskrt II.: Historickosrovnávací mluvnice, 1972
- Úvod do obecné a srovnávací jazykovědy, 1973
- Struktura indoíránských jazyků, 1981
- Indoevropské jazyky: Srovnávací fonologie a morfologie, 1983
- Baltské jazyky, 1984
- Etymologický slovník jazyka staroslověnského, 1989–1999 (współautorstwo)